# Schenefeld (Szlezwik-Holsztyn)
Schenefeld – miejscowość i gmina w Niemczech, w kraju związkowym Szlezwik-Holsztyn, w powiecie Steinburg, siedziba urzędu Schenefeld.
1 stycznia 2013 do gminy przyłączono gminę Siezbüttel, która stała się jej dzielnicą.